# Lilla Nyborg

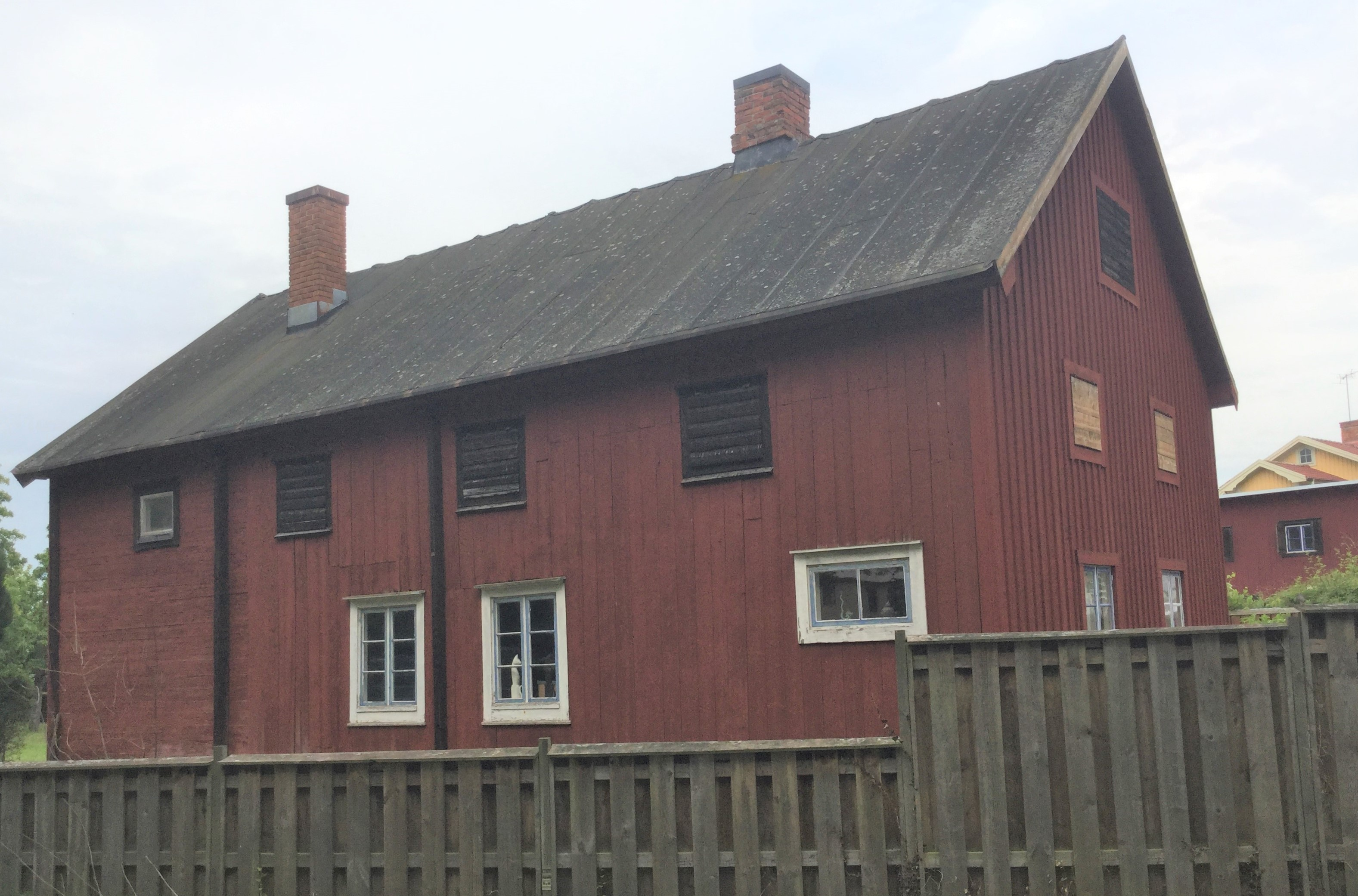
Magasin- och stallbyggnad på Lilla Nyborg

Lilla Nyborg är ett byggnadsminne i Borgholm.
Lilla Nyborg är en köpmangård, som uppfördes omkring 1865 vid infartsvägen Storgatan, då strax utanför stadens centrum. Huvudbyggnaden, som är från slutet av 1700-talet, köptes från Småland av lantbrukaren Olof Sjögren (1817–1883) på gården Nyborg, fraktades över isen på Kalmarsund och återuppfördes i Borgholm. Han startade handelsrörelse efter det att Förordningen för utvidgad näringsfrihet från 1864 tillät handel även utanför städerna. 
Huvudbyggnaden är en tvåvånings knuttimrad byggnad från 1700-talet, som försetts med fasader av stående, gråblåmålad locklistpanel. Mitt på fasaden mot gatan finns en öppen veranda i två våningar, som byggdes till 1871. I bottenvåningen låg handelsboden och övervåningen var bostad. På gården finns förutom huvudbyggnaden en rödfärgad timrad magasins- och stallbyggnad, ett murat tidigare brygghus i kalksten och ett vagnslider. 
Från 1910-talet till 1979 var huvudbyggnaden (husnummer 1, Blåklinten 12) sommarbostad för Vera Nilsson, som var barnbarn till Olof Sjögren. Hon lät inreda sin första ateljé i vindsvåningen. Hon lät också 1955 bygga om magasinet till ateljé. Byggnaderna på fastigheten är byggnadsminnen sedan 1980.